# Sigma Andromedae
σ Andromedae (Sigma Andromedae, kurz σ And) ist mit einer scheinbaren Helligkeit von 4,52m ein dem bloßen Auge recht lichtschwach erscheinender, weiß leuchtender Stern im Sternbild Andromeda. Nach Parallaxen-Messungen der Raumsonde Gaia ist er etwa 140 Lichtjahre von der Erde entfernt. Die Helligkeit des Sterns wird durch die Extinktion des interstellaren Gases und Staubs, die zwischen dem Stern und der Erde liegen, um circa 0,08m geschwächt.
σ And ist ein Hauptreihenstern der Spektralklasse A2 V. Der Stern besitzt etwa 2,12 Sonnenmassen, 2,13 Sonnendurchmesser sowie 21 Sonnenleuchtkräfte. Die effektive Temperatur seiner Photosphäre ist mit 8770 Kelvin deutlich höher als jene der Sonne. σ And hat eine hohe projizierte Rotationsgeschwindigkeit von etwa 123 km/s und ist rund 450 Millionen Jahre alt. Der Stern zeigt de facto keine  photometrische Veränderlichkeit und dient als Standardstern des UBV-Systems. Mit dem Spitzer-Weltraumteleskop wurde eine Trümmerscheibe um σ And entdeckt, die etwa 20,3 Astronomische Einheiten von dem Stern entfernt ist und eine mittlere Temperatur von 132, 9 K besitzt.
2009 wurde durch im Lick-Observatorium angestellte Beobachtungen ein 11,4m heller Begleiter, σ And B, entdeckt, der eine gemeinsame Eigenbewegung mit σ And A zeigt und von der Erde aus betrachtet im Jahr 2016 circa 7,0 Bogensekunden von diesem entfernt stand. Gaias Messungen ergaben für σ And B eine Parallaxe von (23,5181 ± 0,0491) Millibogensekunden. Dies entspricht einer Entfernung von 139 Lichtjahren von der Erde, sodass hierdurch bei Berücksichtigung der Messunsicherheit die gravitative Bindung des Begleiters an σ And A bestätigt wird. Der Begleiter dürfte ein Roter Zwerg des Spektraltyps M4 sein und eine reale Distanz von etwa 271 Astronomischen Einheiten zum Hauptstern aufweisen.
σ And könnte der Ursa-Major-Gruppe, einem sog.  Bewegungssternhaufen, angehören, dessen Mitglieder ähnliche Eigenbewegungen besitzen und wahrscheinlich gemeinsam entstanden sind.